# Vicente (1916–1995)
Vicente, właśc. Vicente de Paula Mattos da Graça (ur. 15 lutego 1916 w Rio de Janeiro, zm. 14 listopada 1995 w Rio de Janeiro) – piłkarz brazylijski grający na pozycji obrońcy.

## Kariera klubowa
Vicente występował w klubie Botafogo FR.

## Kariera reprezentacyjna
W reprezentacji Brazylii Vicente zadebiutował 7 września 1934 w wygranym 10-3 meczu z klubem Galícia Salvador. Ostatni raz w reprezentacji wystąpił 13 października 1934 wygranym 5-1 meczu z klubem EC Bahia. Vicente nigdy nie zagrał w reprezentacji w meczu międzypaństwowym.